# 埃里·拉乔纳里马曼皮亚尼纳
埃里·马蒂亚尔·拉科托亚里马纳纳·拉乔纳里马曼皮亚尼纳（1958年11月6日—），马达加斯加政治家，曾任马达加斯加总统。

## 生平
此前他在安德里·拉乔利纳总统的政府中任财政预算部长，并作为拉乔利纳阵营的候选人参加2013年总统选举，在第二轮投票中击败前总统马克·拉瓦卢马纳纳阵营的候选人让-路易·罗班松。
埃里·拉乔纳里马曼皮亚尼纳是中部高原梅里纳人，出身于马达加斯加首都塔那那利佛市区周边的一户普通人家，在1982年获得安塔那利佛大学工商管理硕士学位，后又在加拿大魁北克省特瓦里维埃尔大学进修，1986年获得会计科研究生文凭（DEA），1991年成为注册会计师。
1991年，拉乔纳里马曼皮亚尼纳回到马达加斯加，在塔那那利佛国家研究所任工商管理和会计学科（INSCAE）研究部主任，和塔那那利佛大学以及法国梅斯大学工商管理学院（IAE）助理教授。
1995年，拉乔纳里马曼皮亚尼在安塔那利佛创办自己的会计事务所。青年时代的他也曾参加过反对党，后来由于受到当时执政的迪迪埃·拉齐拉卡政权情报部门的追究而远离政治。
2010年1月，他被安德里·拉乔利纳总统任命为过渡政府财政预算部长，曾在非盟2010年3月的制裁名单上列于第16位，是马过渡政权名符其实的核心人物之一。
2014年1月3日，马达加斯加选举特别法庭公布第二轮总统选举统计结果，过渡政府前财长部长、总统拉乔利纳阵营鼎力支持的候选人拉乔纳里马曼皮亚尼以53.5%的支持率名列第一。
2015年5月26日，議會以「違反憲法和無能」投票通過罷免拉氏總統職位。不過憲法法院在6月13日判決議會的該項表決無效，認為議會在5月展開的彈劾程序沒有法理基礎及總統並無違憲行為。